# Richard de Burgh
Richard de Burgh (vor 1194; † 1243 in Poitou) gehörte zu den führenden Baronen in Irland, gilt als der Eroberer Connachts und war von 1228 bis 1232 Justiciar of Ireland.

## Leben
Richards Vater William de Burgh begleitete Prinz Johann 1185 bei seinem Feldzug durch Irland und erhielt dafür Lehen in der Nähe von Tibraghny bei Carrick-on-Suir und in Nordmunster. William freundete sich mit dem König von Munster, Domnall Mór Ó Briain, an und heiratete eine seiner Töchter. Aus dieser Verbindung ging Richard und mindestens ein weiterer Bruder hervor. Später, als sich der letzte irische Hochkönig Ruaidrí Ó Conchobhair nach Cong zurückzog und als 1194 Domnall Mór Ó Briain verstarb, ermöglichte das entstandene Machtvakuum die Vergabe Connachts als Lehen an William durch Johann während der Regentschaft Richards I. In der Auseinandersetzung um die Macht in Connacht kam es in der Folge in dem Clan der Ó Conchobhair zu einem Konflikt zwischen dem von William unterstützten Cathal Carrach auf der einen Seite und dem von John de Courcy unterstützten Cathel Crobderg auf der anderen Seite. Trotz der militärischen Erfolge Cathal Carrachs konnten sich Williams Gegner politisch durchsetzen. Der Machtkampf um Connacht war entschieden, als Cathal Carrach 1202 fiel und Cathel Crobderg König Johann huldigte und er auch nach irischem Recht als König von Connacht eingesetzt wurde. William hatte keine weitere Gelegenheit mehr, seinen Machtanspruch auf Connacht durchzusetzen, weil er bereits im Winter 1205/1206 verstarb.
Richard erhielt die Lehen seines Vaters noch zu den Lebzeiten König Johanns, der im Oktober 1216 verstarb. Johann bestätigte 1215 das Lehen Connachts an Cathel Crobderg und erneuerte zeitgleich auch das Versprechen für das Anrecht auf Connacht gegenüber Richard. Dieser scheinbare Widerspruch wurde dahingehend aufgelöst, dass letzteres in der Schwebe gehalten wurde für den Fall, dass Cathel Crobderg nicht seinen Verpflichtungen nachkommen sollte. Als Johanns Nachfolger, Heinrich III., 1218 die irische Kolonie um finanzielle Hilfen ersuchte, sah Richard 1219 in England die Möglichkeit, den Anspruch auf Connacht zu erneuern. Richard bot 3.000 Mark für Connacht an oder 1.000 Pfund für die Alternative, dass er zunächst nur die eine Hälfte Connachts erhalte und die andere Hälfte zunächst bei Cathel Crobderg verbleibe, die dann aber nach seinem Tod an ihn falle. Das Angebot wurde jedoch abgelehnt und stattdessen wurden die Rechte Cathal Crobdergs für vier weitere Jahre bestätigt.
1225 heiratete Richard Egidia, die Tochter des Walter de Lacy, und war damit mit einer der einflussreichsten normannischen Familien verbündet. Durch den Einfluss seines Onkels Hubert, Justiziar von England und enger Vertrauter des Königs, wurde Richard 1225 Seneschall von Munster.
Bevor Cathal Crobderg 1224 verstarb, hatte er seinen ältesten Sohn Aedh als Nachfolger aufgebaut. Das entsprach den englischen Rechtsvorstellungen der Primogenitur und sollte die Herrschaft über das Land sichern, stand aber im Widerspruch zu dem irischen Recht, bei dem der Nachfolger aus dem Kreise des Clans frei gewählt wurde und üblicherweise eher der Bruder oder ein Neffe als ein Sohn zum Zuge kam. Cathals Versuche, den Rechtsstatus für seinen Sohn abschließend zu klären, blieben jedoch ohne Antwort und damit in der Schwebe. Zunächst wurde der Anspruch Aedhs auf Connacht von der englischen Seite her akzeptiert, aber seine Position verschlechterte sich rasch, als Toirrdelbach Ó Conchobhair, Sohn des letzten irischen Hochkönigs Ruaidrí, mit Unterstützung von Aedh Ó Néill und anderer irischer Herrscher 1225 zum neuen König berufen wurde und es zu einem erbitterten Krieg in Connacht zwischen beiden Parteien kam. Aedh Ó Conchobhair bat die Engländer um Hilfe, worauf neben englischen Truppen im Norden Connachts auch von Süden her Muirchertach Ó Briain und Richard in seiner Funktion als Sheriff von Cork in Connacht einfielen. Diese Feldzüge hatten jedoch eher den Charakter von Raubzügen, da die Überlegenheit der englischen Truppen hinreichend bekannt war und Toirrdelbachs Unterstützer die offene Auseinandersetzung daher vermieden. Aedh befand sich somit in der unkomfortablen Position, selbst seine Rivalen nicht schlagen zu können, die zu Hilfe gerufenen englischen Truppen jedoch eher das Land verwüsteten als zur Sicherung seiner Position beitrugen. Kaum hatten die englischen Truppen Connacht verlassen, erhoben sich Toirrdelbach und seine Unterstützer erneut, worauf Aedh wieder um Hilfe bat. Diesmal kam Richard jedoch nicht, was möglicherweise an einer wachsenden Verstimmung zwischen Richard und dem Justiciar of Ireland, William Marshal, lag, der mit Aedh gut befreundet war.
Die Unfähigkeit Aedhs, Connacht zu befrieden, und der Einfluss von Richards Bruder Hubert als Justiciar Englands führten 1226 zu einer Änderung der englischen Politik. Sie fiel zusammen mit der Ablösung William Marshals in seinem Amte als Justiciar of Ireland am 25. Juni 1226 durch Geoffrey de Marisco, der bereits nach fünf Amtstagen Aedh an den Hof nach Dublin berief, um Connacht an die Krone zurückzugeben, weil er das Lehen verwirkt hätte. Connacht sollte dann als Lehen an Richard übergeben werden für eine jährliche Abgabe von 300 Mark in den ersten fünf Jahren und 500 Mark danach. William Marshal warnte jedoch Aedh, nicht nach Dublin zu gehen, und wurde dann wegen seiner Unterstützung Aedhs von Heinrich III. nach England zurückgerufen. Geoffrey de Marisco sah sich in Irland einer erheblichen Opposition gegenüber, da die Behandlung von Aedh auch unter den englischen Baronen wenig Zustimmung fand. Nur Richard unterstützte ihn uneingeschränkt. Der Konflikt eskalierte, als eine Delegation von Geoffrey de Marisco einschließlich seines eigenen Sohns William nach Athlone geschickt wurde, diese von Aedh jedoch gefangen genommen und Athlone anschließend überfallen wurde, wobei es zur Tötung des Konstabler von Athlone kam. Damit waren die letzten Zweifel ausgeräumt, ob Aedh das Lehen verwirkt hatte, und im Mai 1227 konnte Richard Connacht formal als Lehen übernehmen.
Richard zog anschließend durch Connacht, plünderte insbesondere in der Umgebung des Lough Mask und hatte dabei die Unterstützung von Toirrdelbachs Bruder Aedh. Geoffrey de Marisco war zeitgleich zusammen mit Toirrdelbach im nördlichen Teil des heutigen County Roscommon unterwegs. Auf ernsthaften Widerstand stieß keiner der beiden, zumal ab 1227 die Söhne Ruaidrís, Toirrdelbach und Aedh, sich untereinander bekriegten. Richard hatte auch die Verwaltung von der Krone gehörenden Ländereien von Decies (im heutigen Gebiete des County Waterford) und Desmond übernommen und beklagte sich beim König, dass der vorherige Verwalter, Thomas Fitz Anthony, Teile davon anderen überlassen hätte und so nicht genügend Abgaben daraus gewonnen werden könnten. Heinrich III. ordnete im August 1227 den Justiciar Geoffrey de Marisco an, diese Länder wieder für die Krone in Besitz zu nehmen und der Verwaltung Richards zu übergeben. Dies war möglicherweise die Ursache für das Ende der guten Beziehung der beiden, weil Freunde von Geoffrey de Marisco von der Entfremdung des königlichen Lands zuvor profitiert hatten. Am 13. Februar 1228 folgte Richard ihm im Amte des Justiciar of Ireland und Geoffrey de Marisco musste Irland verlassen, ohne von der Eroberung Connachts mit profitieren zu können.
Mit dieser Machtfülle ausgestattet konnte Richard als Königsmacher in Connacht agieren. Zuerst ernannte er Ruaidrís Sohn Aedh zum König, um ihm im Folgejahr wegen einer Rebellion fallenzulassen und stattdessen mit Fedlimid einen der Söhne Cathal Crobdergs zum König erhob. Allerdings kam es auch zum Konflikt mit Fedlimid, der 1231 in Richards Burg in Meelick festgesetzt wurde. 1232 kam es zu einer Einigung zwischen Richard und Aedh, worauf dieser wieder als König eingesetzt wurde. Im gleichen Jahr errichtete Richard eine Burg in Galway.
Das Glück sollte Richard jedoch verlassen, als Heinrich III. unter den Einfluss von Peter des Roches geriet und Hubert sowie zahlreiche weitere hohe Beamte der Krone entmachtet wurden. Die Freunde Huberts versuchten ihn noch zu retten, indem sie 1232 seine Ernennung zum Nachfolger Richards als Justiciar of Ireland erreichten mit Richard als Stellvertreter, so dass er eine Rückzugsmöglichkeit hatte. Jedoch wurde Hubert noch im Juli 1232 aus allen Ämtern entlassen und ein Neffe Peter de Roches, Peter von Rivaux, zum Justiciar of Ireland ernannt. Richard wurde umgehend angewiesen, die von ihm verwalteten königlichen Burgen herzugeben und Fedlimid zu entlassen. Fedlimid begann sofort mit einem Rachefeldzug, bei dem u. a. Aedh ums Leben kam und Richards Burgen weitgehend zerstört wurden. Richards Position verschlechterte sich weiter, als er sich weigerte, seine Burg in Meelick aufzugeben, und dann Fedlimid den Auftrag erhielt, diese einzunehmen.
In England wuchs die Opposition gegen den Einfluss Peter von Rivaux unter der Anführung von Richard Marshal und eskalierte zu einer offenen Revolte. Richard Marshall wurde durch den Überfall auf seine irischen Burgen genötigt, nach Irland zu ziehen, wo Geoffrey de Marisco vorgab, ihn zu unterstützen, um ihn dann am 1. April 1234 in der Auseinandersetzung mit den anderen im Auftrage des Königs handelnden Baronen im Stich zu lassen. Durch den Verrat erlitt Richard Marshall eine Niederlage und erlag nur wenig später seinen Verletzungen. Da Richard in dieser Affäre um Richard Marshall die Krone gegen Richard Marshall unterstützt hatte, fand er Gnade bei Heinrich III, der fast zeitgleich sich von Peter de Roches und Peter von Rivaux trennte. Im September 1234 wurde das Lehen von Connacht an Richard erneuert.
1235 begann die erneute Eroberung Connachts, wo Richard u. a. von Hugh de Lacy, Walter de Ridelisford und John de Cogan begleitet wurde. Nach anfänglichen Auseinandersetzungen wurde Fedlimid wieder König von Connacht. Als jedoch Richard zwischenzeitlich in England war, wurde von dem Justiciar of Ireland, Maurice Fitz Gerald, Toirrdelbachs Sohn Brian zum König ernannt, was in der Folge zu jahrelangen Auseinandersetzungen führte, bis 1237 Maurice Fitz Gerald sich mit Fedlimid einigte und ihn erneut als König einsetzte. Danach kehrte Friede ein in den Ländern Richards.
Richard ließ sich primär in Loughrea nieder und vergab große Teile Connachts als Unterlehen an die Barone, die ihn begleitet hatten. Hierdurch sicherte er für Connacht für mehr als ein Jahrhundert eine erfolgreiche Entwicklung, da die Delegierung sehr gut funktionierte und zu einer nachhaltigen Befriedung und Besiedlung führte. Anders als in Leinster und Meath schlossen die Unterlehen nicht nur einen Waffendienst ein, sondern auch Abgaben.
Zu den von Richard und seinen Anhängern gegründeten Städten gehörten Athenry, Ballinrobe, Dunmore und Galway. Abgesehen von Athenry und Galway gab es nur wenige englische Siedler. Die dünne Oberschicht konnte sich dank ihrer überall in Connacht errichteten Burgen und ihrer militärischen Überlegenheit problemlos halten und besaß eine Machtfülle, die es sonst unter der englischen Krone nicht gab. Die Oberschicht sollte sich jedoch rasch mit der irischen Gesellschaft integrieren.
Richard wurde von Heinrich III. zu seinem Feldzug ins Poitou einberufen, wo er Anfang 1243 starb. Er hinterließ die drei Söhne Richard, Walter und William, die alle zu dem Zeitpunkt noch minderjährig waren. Der älteste Sohn Richard erhielt im Februar 1247 die Besitzungen seines Vaters, verstarb aber bereits 1248. Da zu dem Zeitpunkt die jüngeren Brüder immer noch minderjährig waren, wurden die Besitzungen zunächst von Peter de Bermingham verwaltet. Sein zweitältester Sohn Walter wurde 1264 der erste Earl of Ulster.